# Klaudia Regin
Klaudia Regin, z domu Maruszewska (ur. 28 sierpnia 1997) – polska lekkoatletka, oszczepniczka.

## Osiągnięcia
| Rok  | Impreza                                               | Miejsce   | Lokata      | Wynik |
| ---- | ----------------------------------------------------- | --------- | ----------- | ----- |
| 2013 | Olimpijski festiwal młodzieży Europy                  | Utrecht   | eliminacje  | 40,46 |
| 2014 | Kwalifikacje Europy do igrzysk olimpijskich młodzieży | Baku      | eliminacje  | 44,85 |
| 2016 | Mistrzostwa świata juniorów                           | Bydgoszcz | 1. miejsce  | 57,59 |
| 2017 | Młodzieżowe mistrzostwa Europy                        | Bydgoszcz | 10. miejsce | 55,11 |

Medalistka mistrzostw Polski młodziczek, juniorek młodszych, juniorek, młodzieżowców oraz seniorek.

## Rekordy życiowe
- Rzut oszczepem – 57,59 (2016)